# Agência Espacial Brasileira
Agência Espacial Brasileira är Brasiliens myndighet ansvarig för rymdfart. AEB har en rymdhamn i Alcântara.